# 朴賢鎮
朴賢鎮（韓語：박현진，2005年05月24日—），韓國男歌手。其於2017年間參加SBS電視台選秀節目《K-pop Star 6》奪得冠軍並為人所熟知。

## 生平
- 朴賢鎮 2013年參加韓國電視台 SBS 選秀節目《K-POP STAR 第三季》當時年紀還小拿著吉他而刷了下來因為不氣餒所以再次2017年參加韓國電視台 SBS 選秀節目《K-POP STAR》第六季，最終獲得第一名冠軍，之後YG娛樂宣布與朴賢鎮簽約，成為練習生。
- 韓國『DEF DANCE SKOOL DEF MUSIC ACADEMY STUDENTS [데프댄스학원 데프실용음악학원 수강생 채널]』學習跳舞
- 2017年6月26日，YG娛樂發表聲明：「之前與YG簽訂專屬合約的BOYFRIEND成員朴賢鎮，日前中止了與YG的合約。並表示：朴賢鎮目前只有小學六年級，尊重他的決定。雖然不能一起合作，但會替他的未來加油。」[1]
- 2017年7月11日，STARSHIP娛樂表示，已與SBS選秀節目《K-pop Star 6》的冠軍得主Boy Friend成員朴賢鎮簽約。 公司方面表示：「我社已與出演過SBS《Kpop Star》第六季的朴賢鎮達成了簽約協議，朴賢鎮將正式加入Starship。朴賢鎮擁有出眾的實力與無限的潛力，能夠與他一同共事，我們也感到很開心。日後，我們將不遺餘力地支持他的活動。目前，朴賢鎮的出道時間還未定，我們將就最佳方向進行討論。」[2]
- 2017年12月19日，OG SCHOOL出道
- 2022年4月8日，H1ghr music表示於11日將會公開新的旗下藝人，於4月11日正式成為其旗下藝人。並於4月13日正式發布數位單曲。

## 演出經歷

### 綜藝節目
- 2013年：SBS《K-POP STAR 第三季》
- 2015年：SBS《영재 발굴단》36회
- 2017年：SBS《K-POP STAR 第六季》冠軍
- 2017年：SBS《영재 발굴단》100회,105회,106회
- 2017年：SBS《SBS 인기가요》908회
- 2021年：Mnet《고등래퍼4/高校Rapper4》

### 職業棒球
- 2017年5月21日：現身首爾蠶室棒球場為棒球比賽開球嘉賓。

### 廣告
- 2017年：《포켓샌드》

## 音樂作品

### 單曲
- 2018年1月5日 ─ 《JOWOOCHAN, PARKHYUNJIN, ACHILLO》with（조우찬, 박현진, 에이칠로）_ OGZ (PROD. GROOVYROOM) （页面存档备份，存于） 3家經紀公司的合作單曲
- 2018年9月17日 ─《박현진, 에이칠로 - BUCKET LIST (Prod. Dress)  （页面存档备份，存于）》

## 獲獎

### 《K-POP STAR》第六季
- 2017年：參加韓國電視台 SBS 選秀節目《K-POP STAR》第六季，最終獲得第一名冠軍，之後YG娛樂宣布與朴賢鎮簽約，成為練習生。後終止合約。

## 外部連結
- 朴賢鎮的Instagram專頁
- 朴賢鎮的포켓샌드廣告 （页面存档备份，存于）
- 朴賢鎮的【영재 발굴단】,106회 （页面存档备份，存于）